# 平均次元
平均次元（へいきんじげん、英: mean dimension）とは、「無限次元空間の次元」であり、従順群が連続に作用するコンパクト距離化可能位相空間の位相不変量として、ミハイル・グロモフが1999年に導入した。

## 最も基本的な例とその直観的意味
{\displaystyle N}次元ユークリッド空間の単位閉球を{\displaystyle B}とする。
{\displaystyle X}を{\displaystyle B}の両側無限直積として、直積位相を与える。
このとき、{\displaystyle X}はコンパクトかつ距離化可能であるが、その被覆次元は無限大である。
また、添字のずらしとして、無限巡回群{\displaystyle \mathbb {Z} }は{\displaystyle X}に連続に作用する。
{\displaystyle \mathbb {Z} \curvearrowright X:=B^{\mathbb {Z} }=\cdots \times B\times B\times B\times \cdots ,\quad \{x_{j}\}{\overset {k}{\mapsto }}\{x_{j+k}\}}
従って、{\displaystyle X}は無限巡回群が連続に作用するコンパクト距離化可能位相空間であり、その平均次元{\displaystyle \dim(X:\mathbb {Z} )}を考えることができる。
このとき、
{\displaystyle \dim(X:\mathbb {Z} )=N}
である。
{\displaystyle X}の被覆次元は無限大だが、その無限の「大きさ」を{\displaystyle B}の次元と無限巡回群の「個数」との積だとしても、直観的には妥当であろう。
そして、平均次元とは群作用による{\displaystyle X}の次元の平均化であり、直観的には
{\displaystyle \dim(X:\mathbb {Z} )={\frac {\dim X}{|\mathbb {Z} |}}={\frac {\dim B\times |\mathbb {Z} |}{|\mathbb {Z} |}}=\dim B=N}
ということである。

## 定義
ここでは平均次元の厳密な定義を与える。
それは位相的エントロピーの定義に似ている。

{\displaystyle (X,d)}をコンパクト距離空間とせよ。
まずは準備として、定義を二つ与える。
{\displaystyle \epsilon }-埋め込み (いぷしろんうめこみ、{\displaystyle \epsilon }-embedding）
{\displaystyle \epsilon }を非負実数とする。{\displaystyle Y}を位相空間として、{\displaystyle f} を{\displaystyle X}から{\displaystyle Y}への連続写像とする。このとき、{\displaystyle f}が{\displaystyle \epsilon }-埋め込みであるとは、{\displaystyle Y}の任意の点の{\displaystyle f}による逆像の直径が{\displaystyle \epsilon }以下になることである。
すなわち、{\displaystyle \epsilon }程度の誤差を許容すれば、{\displaystyle f}は埋め込みになるということである。
また、{\displaystyle \epsilon =0}のとき、{\displaystyle \epsilon }-埋め込みとは普通の埋め込みのことである。
幅次元（はばじげん、width dimension）
各正実数{\displaystyle \epsilon }に対して、{\displaystyle X}から{\displaystyle n}次元多面体{\displaystyle P}への{\displaystyle \epsilon }-埋め込み{\displaystyle f}が存在する自然数{\displaystyle n}の最小値のことを、{\displaystyle (X,d)}の幅次元と呼び，{\displaystyle \mathrm {Widim} _{\epsilon }(X,d)}と表す。
すなわち、幅次元とは{\displaystyle \epsilon }以下の細かいものを無視して見たときの{\displaystyle X}の巨視的な次元である。
また、{\displaystyle X}はコンパクトだったので、たとえ被覆次元が無限大でも、幅次元は常に有限である。
{\displaystyle \epsilon }が{\displaystyle 0}に収束するとき、幅次元は単調増大であり、被覆次元に収束する。
{\displaystyle \lim _{\epsilon \to 0}\mathrm {Widim} _{\epsilon }(X,d)=\dim X}
例えば、{\displaystyle 0<\epsilon <1}に対して、{\displaystyle X}を閉区間{\displaystyle [0,1]}と{\displaystyle [0,\epsilon ]}の直積として、{\displaystyle d_{\mathrm {Euc} }} をユークリッド距離とする。
このとき、{\displaystyle X}から{\displaystyle [0,1]}への自然な射影は{\displaystyle \epsilon }-埋め込みである。
さらに、{\displaystyle 0}次元多面体(= 点)への{\displaystyle X}からの{\displaystyle \epsilon }-埋め込みが存在しないことは定義からすぐに従うので、結局、
{\displaystyle \mathrm {Widim} _{\epsilon }([0,1]\times [0,\epsilon ],d_{\text{Euclid}})=1}
を得る。

さて、ここからは群作用を考える。
ただし、簡単のために、無限巡回群{\displaystyle \mathbb {Z} }が作用している場合だけを扱うことにする。
無限巡回群{\displaystyle \mathbb {Z} }が{\displaystyle X}に連続に作用しているとせよ。
{\displaystyle \mathbb {Z} \curvearrowright X,\quad x{\overset {k}{\mapsto }}k\cdot x\,}
各自然数{\displaystyle N}に対して、{\displaystyle X}上の新しい距離{\displaystyle d_{N}}を
{\displaystyle d_{N}(x,y):=\max _{|k|<N}d(k\cdot x,k\cdot y)}
と定める。
{\displaystyle X}はコンパクトだったので、{\displaystyle (X,d)}と{\displaystyle (X,d_{N})}とは同相になる。
特に、{\displaystyle (X,d_{N})}はコンパクトである。
ここで重要な観点は、群作用によるくりこみで距離空間の無限系列を系統的に作り出せるということである。
いわゆるOrnstein-Weissの補題により、極限
{\displaystyle \lim _{N\to \infty }{\frac {\mathrm {Widim} _{\epsilon }(X,d_{N})}{2N-1}}=:\mathrm {Widim} _{\epsilon }((X,d):\mathbb {Z} )}
は有限確定値として常に存在する。
これまでの準備のもとで、平均次元は次で定義される。
{\displaystyle \dim(X:\mathbb {Z} ):=\lim _{\epsilon \to 0}\mathrm {Widim} _{\epsilon }((X,d):\mathbb {Z} )}
幅次元などは距離に依存しているが、平均次元は{\displaystyle X}の位相と両立する距離の取り方とは独立である。
これは{\displaystyle X}のコンパクト性により恒等写像が一様連続になることに由来する。
一般に、無限次元位相空間は、たとえ距離化可能であったとしても、その位相と両立する距離を標準的に選び出す方法がないことが多い。
従って、この性質は重要である。